# Barbados na Mistrzostwach Świata w Lekkoatletyce 2009
Barbados na Mistrzostwach Świata w Lekkoatletyce 2009 – reprezentacja Barbadosu podczas czempionatu w Berlinie liczyła 4 członków. Jedyny medal dla tej ekipy – złoty – wywalczył płotkarz Ryan Brathwaite.

## Występy reprezentantów Barbadosu

### Mężczyźni
- Bieg na 100 m
  - Ramon Gittens z czasem 10,47 zajął 46. miejsce w eliminacjach i nie awansował do kolejnej rundy
  - Andrew Hinds z czasem 10,23 zajął 21. miejsce w ćwierćfinale i nie awansował do kolejnej rundy

- Bieg na 200 m
  - Ramon Gittens z czasem 21,33[1] zajął 44. miejsce w eliminacjach i nie awansował do kolejnej rundy
  - Andrew Hinds z czasem 22,60 zajął 58. miejsce w eliminacjach i nie awansował do kolejnej rundy

- Bieg na 110 m przez płotki
  - Ryan Brathwaite  zajął 1. miejsce z czasem 13,14 ustanawiając jednocześnie rekord kraju

### Kobiety
- Bieg na 200 m
  - Jade Bailey z czasem 23,84 zajęła 37. miejsce w eliminacjach i nie awansowała do kolejnej rundy